# ديفيد بيرغيرون
ديفيد بيرغيرون (بالإنجليزية: David Bergeron)‏ هو لاعب كرة قدم أمريكية أمريكي، ولد في 4 ديسمبر 1981.